# Пескарі
Пескарі (рум. Pescari) — село у повіті Арад в Румунії. Входить до складу комуни Гурахонц.
Село розташоване на відстані 360 км на північний захід від Бухареста, 77 км на схід від Арада, 112 км на південний захід від Клуж-Напоки, 102 км на північний схід від Тімішоари.

## Населення
За даними перепису населення 2002 року у селі проживали 300 осіб.
Національний склад населення села:
| Національність | Кількість осіб | Відсоток |
| -------------- | -------------- | -------- |
| румуни         | 270            | 90,0%    |
| українці       | 20             | 6,7%     |
| цигани         | 6              | 2,0%     |

Рідною мовою назвали:
| Мова       | Кількість осіб | Відсоток |
| ---------- | -------------- | -------- |
| румунська  | 277            | 92,3%    |
| українська | 17             | 5,7%     |
| циганська  | 6              | 2,0%     |